# Romanogobio banaticus
Romanogobio banaticus är en fiskart som först beskrevs av Banarescu, 1960.  Romanogobio banaticus ingår i släktet Romanogobio och familjen karpfiskar. Inga underarter finns listade i Catalogue of Life.